# Грубер, Херберт
Херберт Грубер (нем. Herbert Gruber, 9 ноября 1942, Кёльн, Северный Рейн-Вестфалия) — австрийский бобслеист, разгоняющий, выступавший за сборную Австрии в середине 1960-х — начале 1970-х годов. Участник трёх зимних Олимпийских игр, серебряный призёр Гренобля, обладатель бронзовой медали чемпионата мира и серебряной чемпионата Европы.

## Биография
Херберт Грубер родился 9 ноября 1942 года в городе Кёльн, земля Северный Рейн-Вестфалия. С ранних лет увлёкся спортом, позже заинтересовался бобслеем и прошёл отбор в национальную сборную Австрии, присоединившись к ней в качестве разгоняющего. Сразу стал показывать неплохие результаты, благодаря чему удостоился права защищать честь страны на Олимпийских играх 1964 года в Инсбруке, где, находясь в составе четырёхместного экипажа, финишировал седьмым.
В 1967 году на европейском первенстве в Игльсе взял серебро, приехав вторым в четвёрках. Ездил соревноваться на Олимпийские игры 1968 года в Гренобль, там вместе с командой, куда также вошли пилот Эрвин Талер с разгоняющими Райнхольдом Дурнталером и Йозефом Эдером, смог подняться до второй позиции и получил за это серебряную медаль.
Затем в его карьере наступил спад, вновь Грубер заявил о себе в 1971 году на чемпионате мира в итальянской Червинии, когда, присоединившись к команде пилота Йозефа Оберхаузера, выиграл бронзу в программе двухместных экипажей. В 1972 году отправился на Олимпийские игры в Саппоро, ставил перед собой самые высокие цели, однако в итоге оказался далеко от призовых мест, показав восьмое время в двойках и шестое в четвёрках. Конкуренция в сборной сильно возросла, поэтому вскоре Херберт Грубер принял решение завершить карьеру профессионального спортсмена, уступив место молодым австрийским бобслеистам.